# Harding Meyer
Heinz Harding Meyer (* 19. Januar 1928 in Hardingen, Landkreis Grafschaft Bentheim; † 1. Dezember 2018 in Melle) war ein evangelisch-lutherischer Theologe und eine der führenden Persönlichkeiten des ökumenischen Dialogs im 20. Jahrhundert.

## Leben
Harding Meyer studierte 1947–1953 in Bethel, Marburg, Lausanne, Tübingen und Göttingen sowie nach dem Ersten Theologischen Examen in Tübingen und Paris. Nach dem Zweiten Theologischen Examen wurde er im Oktober 1956 ordiniert. 1958 promovierte er an der Universität Hamburg bei Helmut Thielicke mit einer Arbeit über Blaise Pascal.
Nach zwei Jahren als Studieninspektor am Predigerseminar Imbshausen wurde er 1958 als Professor für Systematische Theologie an die lutherische theologische Fakultät in São Leopoldo (Brasilien) berufen. 1967 wechselte er in die theologische Abteilung des Lutherischen Weltbunds (LWB) in Genf mit der Zuständigkeit für die interkonfessionellen Dialoge. Von 1971 bis zu seiner Emeritierung 1993 war er Professor am Institut für Ökumenische Forschung des LWB in Straßburg, 1975–1978 und 1981–1988 auch dessen Direktor.
Meyer hielt Vorträge und Gastvorlesungen zu ökumenischen Themen in Europa, Nord- und Südamerika, Asien und Afrika. Von 1967 bis 1993 war er theologischer Beirat der internationalen lutherisch/römisch-katholischen Kommission; außerdem wirkte er in weiteren ökumenischen Arbeitskreisen und Instituten mit. Meyer war Mitherausgeber der ersten drei Bände des umfassenden ökumenischen Quellenwerks Dokumente wachsender Übereinstimmung. Er erhielt vier Ehrendoktortitel, darunter den der katholisch-theologischen Fakultät der Universität Bonn. 2008 wurde ihm der Theologische Preis der Salzburger Hochschulwochen für das Gesamtwerk verliehen. 
Meyer heiratete 1960 Gisela Fausel († 1990), mit der er zwei Kinder hatte, und 1996 Dagmar zur Nedden, geb. von Lilienfeld (* 1941).

## Veröffentlichungen (Monografien)
- Pascals „Pensées“ als dialogische Verkündigung. Göttingen 1962
- Das Wort Pius’ IX: „Die Tradition bin ich“. Päpstliche Unfehlbarkeit und apostolische Tradition in den Debatten und Dekreten des Vatikanum I. München 1965
- Euch ist heute der Heiland geboren. Die Gestalten der Christnacht mit Luther gedeutet. Göttingen 1966
- Lutero e Luteranismo hoje. Rio de Janeiro 1969
- Luthertum und Katholizismus im Gespräch. Ergebnisse und Stand der katholisch/lutherischen Dialoge in den USA und auf Weltebene. Frankfurt 1973
- Rechtfertigung im ökumenischen Dialog. Dokumente und Einführung. Frankfurt 1987
- Ökumenische Zielvorstellungen. Göttingen 1996
- Versöhnte Verschiedenheit. Aufsätze zur ökumenischen Theologie I. Paderborn/Frankfurt 1998
- Versöhnte Verschiedenheit. Aufsätze zur ökumenischen Theologie II. Der katholisch/lutherische Dialog. Paderborn/Frankfurt 2000
- Versöhnte Verschiedenheit. Aufsätze zur ökumenischen Theologie III. Paderborn/Frankfurt 2009